# Geiger (Alabama)
Geiger – miasto w Stanach Zjednoczonych, w stanie Alabama, w hrabstwie Sumter. W roku 2023 miasto zamieszkiwały 154 osoby, a gęstość zaludnienia wynosiła 59,2 osoby/km².